# Безенелло
Безенелло (італ. Besenello) — муніципалітет в Італії, у регіоні Трентіно-Альто-Адідже,  провінція Тренто.
Безенелло розташоване на відстані близько 470 км на північ від Рима, 15 км на південь від Тренто.
Населення — 2635 осіб (2014).
Щорічний фестиваль відбувається 5 лютого. Покровитель — Sant'Agata.

## Демографія
Населення за роками:

Станом на 1 січня 2023 року в муніципалітеті офіційно проживало 88 іноземців з 25 країн, серед них 37 громадян країн Євросоюзу та 2 громадяни України.

## Сусідні муніципалітети
- Альдено
- Бозентіно
- Калліано
- Чента-Сан-Ніколо
- Фольгарія
- Номі
- Тренто
- Ваттаро
- Віголо-Ваттаро